# Massimo Abbatangelo
Massimo Abbatangelo (Napoli, 25 settembre 1942) è un politico italiano.

## Biografia

### Origini e formazione
Figlio di Yone Torcigliani e Giorgio Abbatangelo, il padre è Colonnello di Cavalleria reduce dalla campagna d'Africa e aderisce alla Repubblica Sociale Italiana.
Nel periodo di formazione si dedica al canottaggio vincendo due titoli Italiani con l'equipaggio del Circolo Posillipo di Napoli.

### Il coinvolgimento nellaStrage di Natale
Coinvolto nell'inchiesta per la Strage del Rapido 904, l'attentato dinamitardo avvenuto il 23 dicembre 1984 presso la Grande Galleria dell'Appennino, ai danni del treno rapido n. 904 proveniente da Napoli e diretto a Milano, Abbatangelo fu accusato di aver fornito l'esplosivo utilizzato nella strage. In occasione del subentro nel seggio, nel 1990, e dopo la rielezione, nel 1993, il Parlamento concesse l'autorizzazione a procedere.
Nel processo che seguì, il 28 marzo 1991, il deputato venne condannato in primo grado all'ergastolo, pena sospesa perché nel frattempo l'esponente missino era stato eletto in Parlamento. Secondo l'accusa del pm Pierluigi Vigna, un pentito avrebbe visto Abbatangelo consegnare al boss del rione Sanità, Giuseppe Misso, a cui faceva capo un gruppo di camorristi ed estremisti neri, i candelotti di nitroglicerina da piazzare nel diciannovesimo vagone di quel treno.
Il 18 febbraio 1994 Abbatangelo, la cui posizione nel mentre era stata stralciata dal processo principale, fu assolto dalla Corte di Assise d'Appello di Firenze dal reato di strage, ma venne condannato a sei anni di reclusione per detenzione di esplosivo.

### L'attività politica
Da sempre attivo nel Movimento Sociale Italiano, all'interno del quale fece parte anche ai Volontari Nazionali, il servizio d'ordine del partito. Dal 1964 al 1987 ha ricoperto la carica di consigliere comunale di Napoli.
Deputato alla Camera nel 1979, nel 1983, nel 1989 e nel 1992 venne eletto in Campania nelle liste del Movimento Sociale Italiano.
Terminato il mandato parlamentare, nel giugno 1994 è candidato alle europee per Alleanza Nazionale, risultando primo dei non eletti, con 45 000 preferenze. Fu componente dell'Assemblea nazionale di AN. Nel 2008 aderisce a La Destra, il movimento fondato da Francesco Storace.
Il 9 luglio 2015 gli è stato revocato il vitalizio, insieme ad altri nove ex deputati e otto ex senatori. Nel 2017 la sentenza è stata revocata e il vitalizio è stato ripristinato, con la restituzione delle mensilità non percepite dalla sospensione.